# Gradišće (Žminj)
Gradišće is een plaats in de gemeente Žminj in de Kroatische provincie Istrië. De plaats telt 56 inwoners (2001).